# إحماء (رياضة)

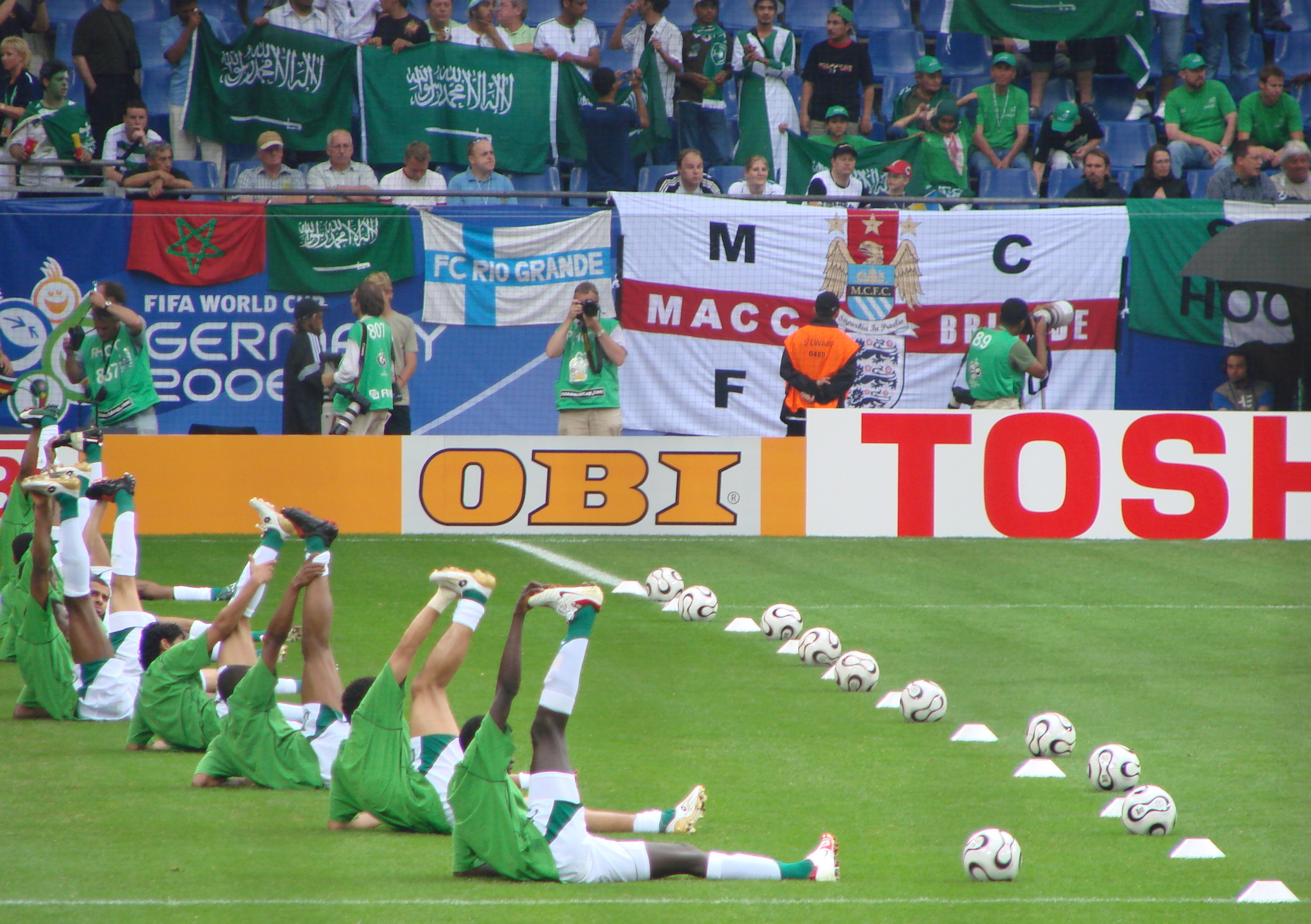
لاعبون يقومون بعملية الإحماء قبل المباراة الرئيسية في كأس العالم بألمانيا 2006

الإحماء أو التسخين هي كل ما يساعد على الإحماء وإيصال المفاصل والعضلات إلى مستوى من الحرارة الملائمة لتمرين رياضي جيد.

## إيجابياتها
1. تحسين العمل المكانيكي لمختلف مفاصل الجسم حيث يحسن فيها تمدد العضلات.
2. تكفيف وملائمة جيدة للعمل العلوي الشراييني.
3. تكفيف وملائمة العمل العلوي وبدأ عمل شرياني.

## علاماتها
- بدأ العمل الشراييني.
- تمدد العضلات بسهولة تامة.
- تعرق خفيف.
- بدأ عمل الجهاز التنفسي.
- بدأ عمل رياضي جيد.

## التمارين
تختلف تمرينات التسخين بإختلاف الرياضة.